# Франк-Валтер Щайнмайер
Франк-Валтер Щайнмайер (на немски: Frank-Walter Steinmeier) е германски политик от Социалдемократическата партия, президент на Германия от 19 март 2017 , а преди това федерален министър на външните работи от 2005 до 2009 и после пак от 2013 до 2017 г., както и вицеканцлер на Германия от 2007 до 2009 г.

## Биография

### Произход и образование
Роден е на 5 януари 1956 г. в Детмолд, Германия. Баща му е дърводелец. Следва право и политически науки в Гисенския университет. Там защитава и докторат по право през 1991 г.

### Политическа кариера
Франк Щайнмайер е близък на Герхард Шрьодер, когато Шрьодер е министър-председател на Долна Саксония през 1990-те.
Той е министър на външните работи от 2005 до 2009 г. и от 2013 до 2017, а също така и вицеканцлер от 2007 до 2009 г. Щайнмайер е председател на Организацията за сигурност и сътрудничество в Европа (ОССЕ) през 2016 г.
Заема поста президент на Германия на 19 март 2017 г. след изтичането на мандата на неговия предшественик. Полага клетва на 22 март 2017 г.
На 13 февруари 2022 г. е преизбран на длъжността федерален президент с 1045 от 1425 възможни гласове във Федералното събрание и 86 въздържали се.

## Признание
- Почетен доктор на Уралския държавен технически университет, Екатеринбург, Русия (2010)
- Награда „Вили Бранд“ (2013)
- Почетен гражданин на Реймс (2015)[4]
- Почетен доктор на Еврейския университет в Йерусалим, Израел (2015)[5]
- Почетен доктор на Университета на Пирея, Гърция (2015)[6]
- Почетен доктор на Университета на Падерборн (2016)[7]
- Toleranzpreis der Evangelischen Akademie Tutzing (2016)
- Награда „Игнац Бубис“ (2017)[8]
- World Food Programme's Hunger Hero Award (2017)[9]
- Медал „Лео Бек“ (2021)[10]
- Почетен гражданин на Берлин (2021)

## Избрана библиография
- Bürger ohne Obdach. Zwischen Pflicht zur Unterkunft und Recht auf Wohnraum. Tradition und Perspektiven staatlicher Intervention zur Verhinderung und Beseitigung von Obdachlosigkeit. VSH-Verlag Soziale Hilfe, Bielefeld 1992, ISBN 3-923074-32-8 (Dissertation Universität Gießen 1991 unter dem Titel: Tradition und Perspektiven staatlicher Bürger ohne Obdach: zwischen Pflicht zur Unterkunft und Recht auf Wohnraum. Tradition und Perspektiven staatlicher Intervention zur Verhinderung und Beseitigung von Obdachlosigkeit. XIII, 444 Seiten, 21 cm)
- (в съавторство с Хелмут Ридер, Михаел Брайтбах и Ули Рюл) Versammlungsrecht. Kommentar. Nomos, Baden-Baden 1992, ISBN 3-7890-2519-4
- (съсъставител заедно с Матиас Махниг) Made in Germany ’21. Mit einem Vorwort von Gerhard Schröder. Hoffmann und Campe, Hamburg 2004, ISBN 3-455-10417-7
- (в съавторство с фотографа Волф Клос) Westfälisch genießen: Potthucke, Pumpernickel und Pättkestouren. Kostproben westfälischer Lebensart. Kock, Bielefeld 2007, ISBN 978-3-921991-21-3
- (в съавторство с Юрген Хабермас), European Prospects / Europäische Perspektiven. Klartext, Essen 2008, ISBN 978-3-89861-964-6
- Mein Deutschland. Wofür ich stehe. In Zusammenarbeit mit Thomas E. Schmidt. Bertelsmann, München 2009, ISBN 978-3-570-01114-0
- (съсъставител заедно с Дитер Дайзерот, Петер Дерледер и Кристоф Кох) Helmut Ridder. Gesammelte Schriften. Nomos, Baden-Baden 2010, ISBN 978-3-8329-4520-6
- (съсъставител заедно с Дитер Харт, Франц Мюнтерферинг) Liber amicorum Volker Kröning zum 70. Geburtstag am 15. März 2015. Nomos Verlag, Baden-Baden 2015, ISBN 978-3-8487-1687-6
- Flugschreiber. Notizen aus der Außenpolitik in Krisenzeiten. Propyläen, Berlin 2016, ISBN 978-3-549-07481-7
- Europa ist die Lösung. Churchills Vermächtnis. Ecowin, Wals bei Salzburg 2016, ISBN 978-3-7110-0119-1
- Breaches and Bridges: German Foreign Policy in Turbulent Times (GIGA Distinguished Speaker Lecture). WSPC Europe, London 2017, ISBN 978-1-78634-365-9
- Es lebe unsere Demokratie! Der 9. November 1918 und die deutsche Freiheitsgeschichte. Siedler, München 2018, ISBN 978-3-8275-0127-1
- (съставител) Wegbereiter der deutschen Demokratie. 30 mutige Frauen und Männer 1789 – 1918. Beck, München 2021, ISBN 978-3-406-77740-0 (Inhaltsverzeichnis)